# Newland (Carolina del Nord)
Newland è una località degli Stati Uniti d'America, capoluogo della contea di Avery, nello Stato della Carolina del Nord.
Il jazzista Max Roach nacque qui.